# IBM Building
IBM Building (nebo také 330 North Wabash) je mrakodrap v Chicagu. Výstavba probíhala v letech 1971–1973 podle projektu Ludwiga Mies van der Roha. Má 52 pater a výšku 212 metrů, patří tak mezi 20 nejvyšších budov ve městě. V budově se nachází převážně kancelářské prostory, které obsluhuje celkem 36 výtahů. Ve vstupní lobby je menší busta architekta, kterou ztvárnil sochař Marino Marini.